# Церква святого Миколая (Староміщина)
Церква святого Миколая — культова споруда, діючий храм парафії святого Миколая Підволочиського деканату Тернопільсько-Зборівської архієпархії УГКЦ у селі Староміщина Підволочиського району Тернопільської області.
Оголошена пам'яткою архітектури місцевого значення.

## Історія
До побудови кам'яної церкви святого Миколая в селі була дерев'яна церква, про яку є згадки в Шематизмах Львівської архиєпархії починаючи від 1832 року. У 1889 році стараннями тодішнього пароха о. Якова Шидловського збудовано новий кам'яний храм.

## Парафія
До 1842 року парафія святого Миколая в Староміщині належала до Підволочиського деканату Львівської архієпархії, потім аж до середини 1940-х років — до Скалатського.
В різний час парафіяльна церква була матірньою для філіальних (дочірніх) храмів у Дорофіївці (1843—1918), Підволочиську (до 1918), Заднишівці (до 1911) та Мислові (до 1911).

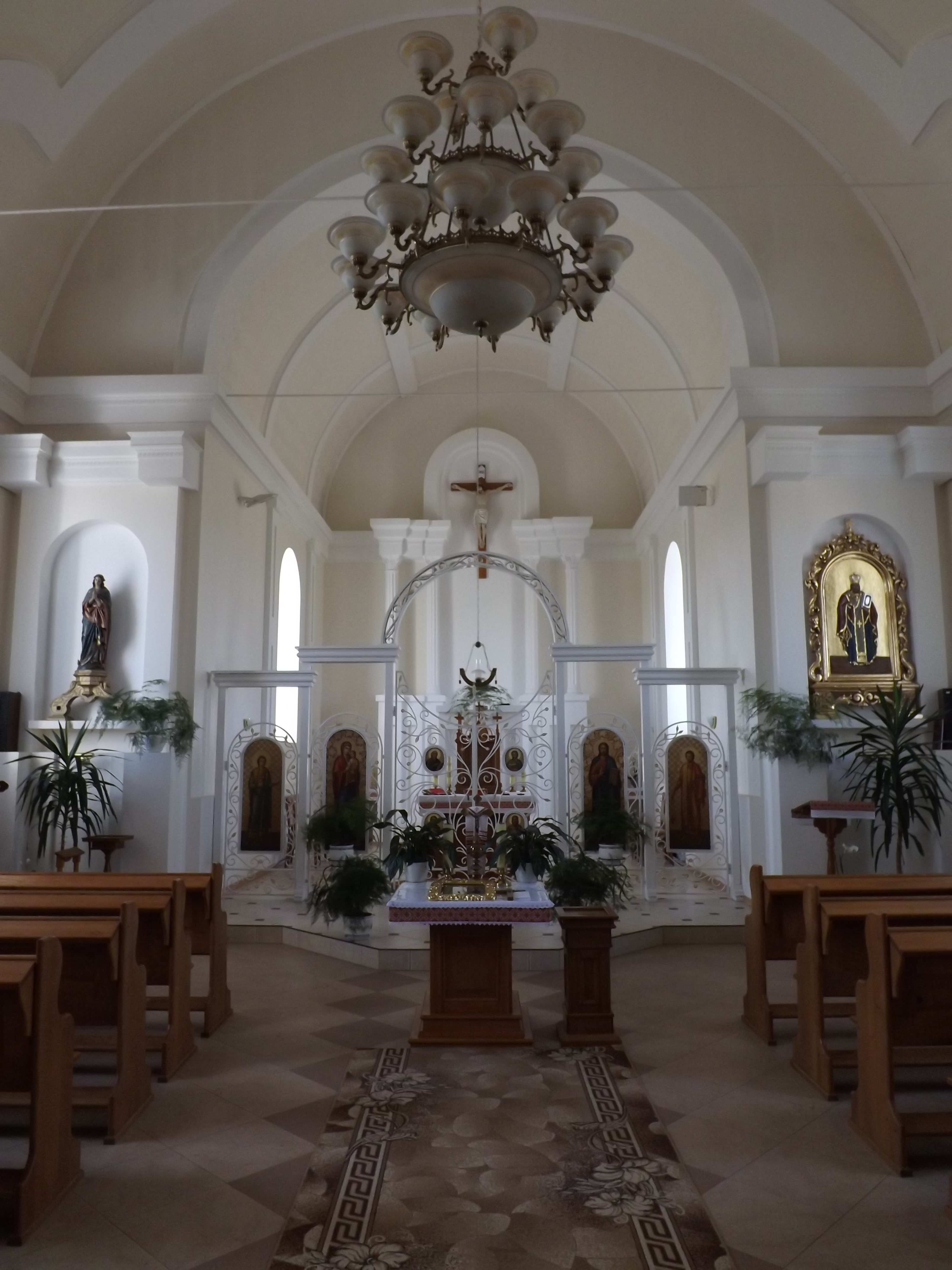
Внутрішнє оздоблення церкви
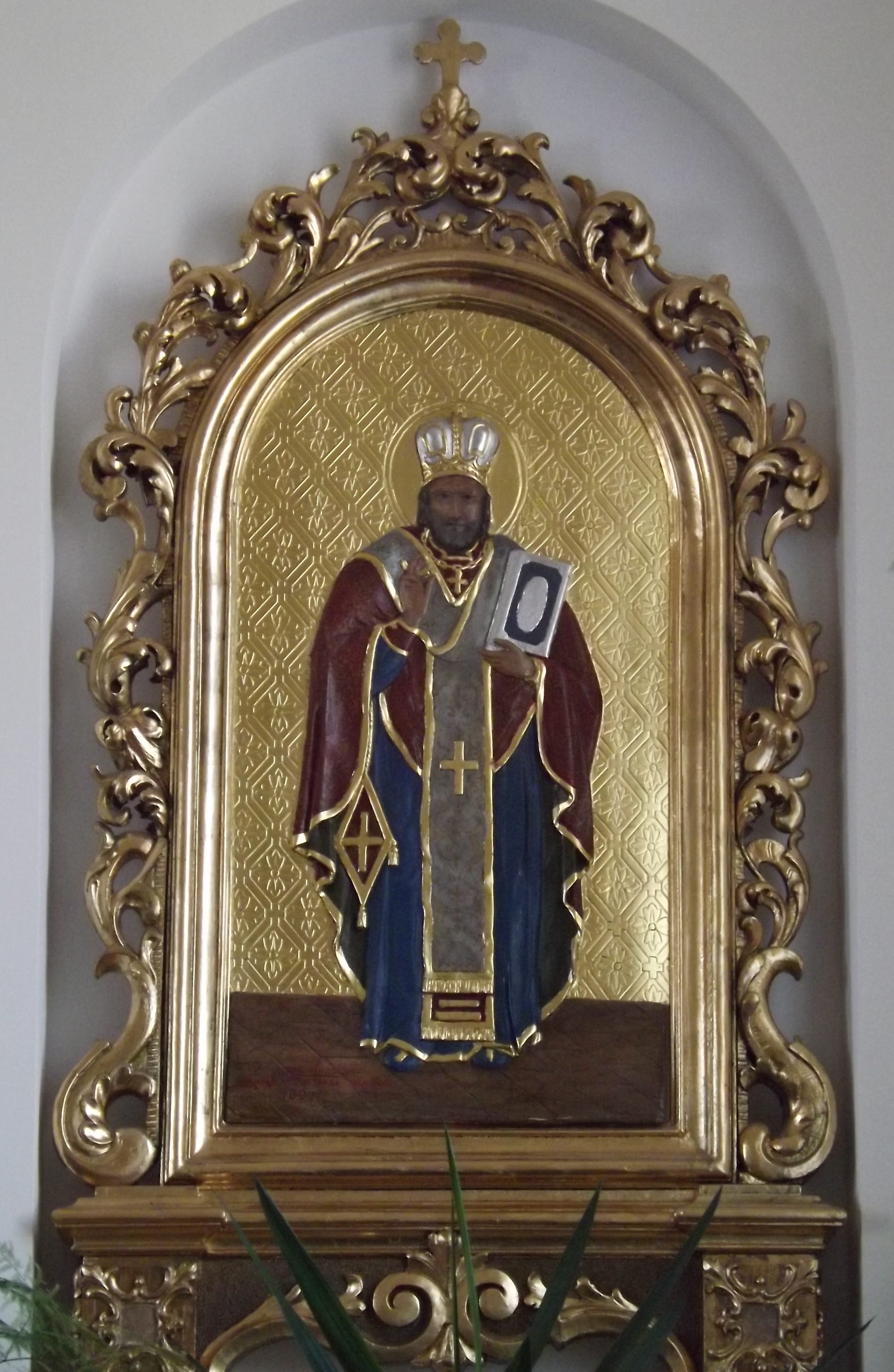
Ікона св. Миколая в храмі с. Староміщина, кін. ХІХ ст.

### Парохи
| Священик (парох чи адміністратор (адм.)) | Працював на парафії | Дата і місце народження  | Дата свячень   | Дата і місце смерті         | Працював також: |
| ---------------------------------------- | ------------------- | ------------------------ | -------------- | --------------------------- | --- |
| о. Михайло Мощинський                    | [1832]—1850         | 1785                     | 1812           | 10 червня 1850, Староміщина | [1832]—1842 — Дорофіївка, 1843—1844 — Медин |
| о. Ігнатій Сохацький (адм.)              | 1850—1853           | 1819                     | 1846           | 9 січня 1881, Доброводи     | 1846—1850 — Синява, 1853—1874 — Мшанець, 1874—1881 — Доброводи |
| о. Лев Лукашевич                         | 1853—1879           | 1818                     | 1846           | 2 вересня 1879, Староміщина | 1846—1847 — Тисмениця, 1847—1852 — Кобаки, 1852—1853 — Косів |
| о. Іван Глинський (адм.)                 | 1879—1881           | 1848                     | 1877           | 19 серпня 1922, Озеряни     | 1877—1879 — Торське, 1881—1882 — Дебеславці, 1882—1884 — Подусів, 1884—1886 — Надітичі, 1886—1922 — Озеряни                                                                    |
| о. Стефан Коблянський (адм.)             | 1881—1883           | 1845                     | 1869           | 19 грудня 1900, Драганівка  | 1869—1871 — Стрий, 1871—1872 — Церковна, 1873—1877 — Снятин, 1878—1879 — Бродки, 1879—1881 — Станислав, 1883—1884 — Супранівка, 1884—1886 — Колодіївка, 1887—1900 — Драганівка |
| о. Яків Шидловський                      | 1883—1910           | 1842, Холмщина           | 1869           | 1911, Староміщина?          | 1870—1875 — Ліпськ 1878—1883 — Сороки |
| о. Йосиф Грицай (адм.)                   | 1910—1911           | 24 березня 1883, Киданці | 1907           | 28 червня 1941, Тернопіль   | 1907—1910 — Кам'янки, 1911—1914 — Заднишівка, 1918 — Рудно, 1918—1927 — Колодіївка, 1927—1940 — Чернихів                                                                       |
| о. Орест Дурбак (адм.)                   | 1911—1912           | 1883                     | 1909           | ?                           | 1909—1911 — Підволочиськ, катехит, 1912—1913 — Іванівка, 1913—1917 — Золота Слобода, 1917—1918 — Баворів, 1921—1933 — Глібів, 1933—[1939] — Кореличі, [1944] — Фірлеїв         |
| о. Ісидор Свистун                        | 1912—1942           | 1867                     | 16 грудня 1894 | 4 жовтня 1942, Староміщина  | 1895—1898 — Дідилів, 1898—1899 — Середпільці, 1899—1912 — Криве |
| о. Михайло Патрило                       | 1942—[1944]         | 14 лютого 1897           | 1925           | 20 грудня 1968, Львів       | 1926—1942 — Заднишівка |

### Сотрудники
Для духовної обслуги вірних парохи с. Староміщини завжди мали помічників — сотрудників.
| Священик                   | Працював на парафії  | Дата і місце народження           | Дата свячень   | Дата і місце смерті              | Працював також: |
| -------------------------- | -------------------- | --------------------------------- | -------------- | -------------------------------- | --- |
| о. Іван Герасимович        | 1870—1873            | 1846                              | 1870           | 24 липня 1915, Тур'я             | 1873—1875 — Сілець Беньків, 1875—1876 — Красносільці, 1876—1885 — Зарубинці, 1885—1915 — Тур'я                                                      |
| о. Теофан Куницький        | 1873—1876            | 1843                              | 1868           | 23 березня 1910, Оріховець       | [1871]—1871 — Велика Плавуча, 1871—1872 — Кутківці, 1876—1910 — Оріховець                                                                           |
| о. Теодозій Строцький      | 1878—1879 1883—1884  | 1853                              | 1877           | 27 січня 1915, Верхнє Синьовидне | 1877—1878 — Завидче, 1879—1880 — Висипівці, 1880—1882 — Вищі Луб'янки, 1882—1883 — Чернихівці, 1884—1898 — Качанівка, 1898—1915 — Верхнє Синьовидне |
| о. Антоній Загорович, ЧСВВ | 1884—1894            | 21 жовтня 1821, Рокітно, Підляшшя | 1844           | 25 травня 1895, Староміщина      | від 1872 — в Галичині, 1874—1881 — Львів, Монастир святого Онуфрія, вікарій 1882—1884 — Підгірці, Благовіщенський монастир, ігумен                  |
| о. Теофіл Луцик            | 1899—1900            | 1864                              | 24 грудня 1893 | ?                                | 1895—1899 — Товсте, 1900—1901 — Качанівка, 1901—[1944] — Кошляки                                                                                    |
| о. Йосиф Филипович         | 1900—1905 Заднишівка | 1873                              | 1899           | 12 жовтня 1928, Задвір'є         | 1899—1900 — Тейсарів, 1906—1907 — Жуличі, 1907—1928 — Вірлів, 1918 — Плісняни, 1928 — Задвір'є                                                      |
| о. Василь Сірко            | 1905—1908 Заднишівка | 1872                              | 1904           | 5 жовтня 1915, Ясенів            | 1909—1911 — Плотича, 1911—1913 — Мечищів, 1913—1918 — Утішків, 1918—1919 — Ясенів                                                                   |
| о. Павло Тимчак            | 1908—1910 Заднишівка | 1881                              | 1908           | 13 жовтня 1919, Соколівка        | 1910—1912 — Чернихів 1912—1914 — Зарудє, 1914—1919 — Соколівка                                                                                      |

За часів Незалежної України парохами села були: о. Зиновій Гончарик, о. Олег Пастушин, знову о. Зиновій Гончарик, о. Андрій Тих та о. Юрій Каспрій.

## Прицерковний цвинтар

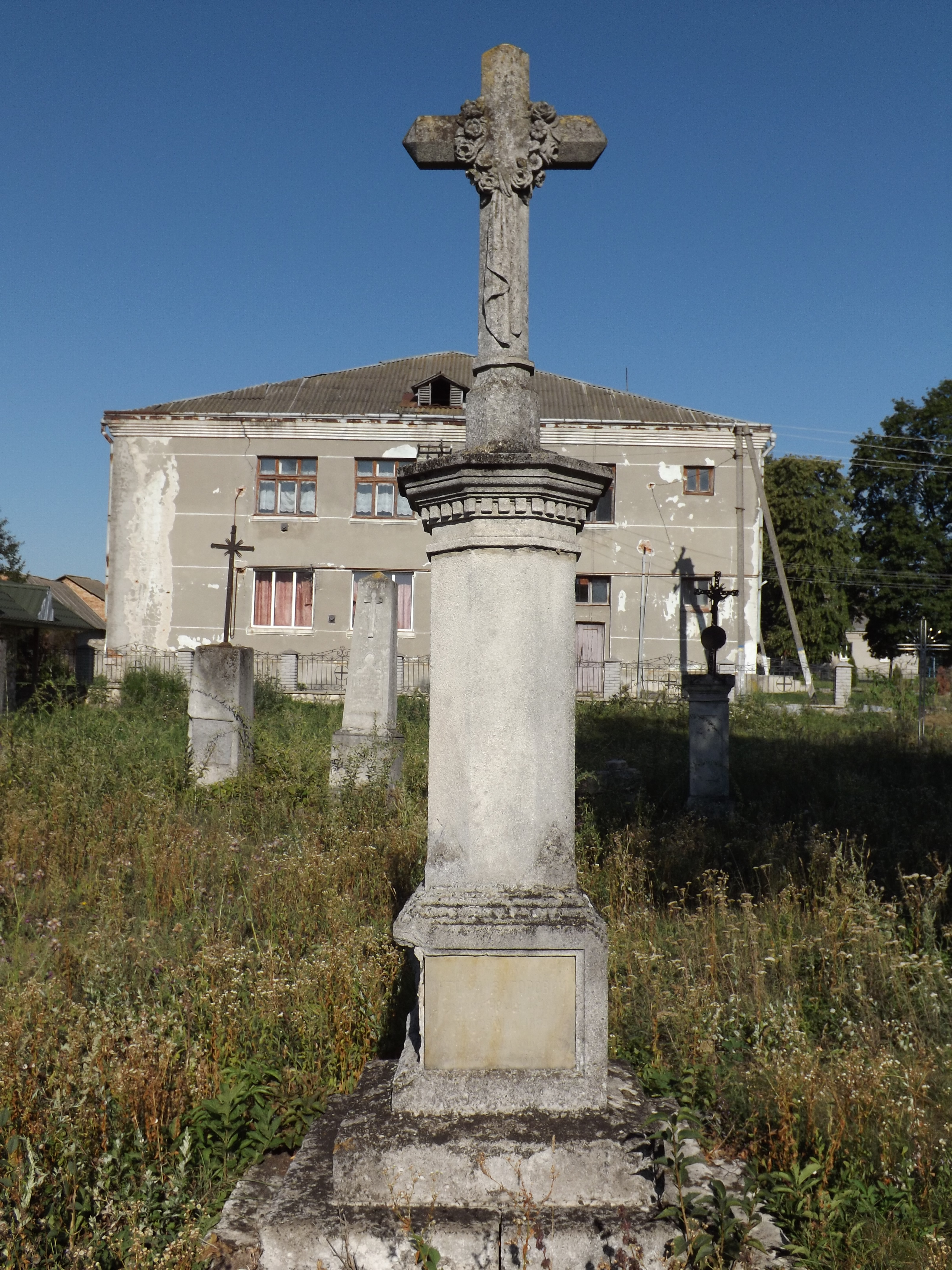
Могила о. Антонія Загоровича, ЧСВВ. Напис на надгробку: «Тут спочиває Антоній Загорович уро. въ Польши 1822 р. помер 25 мая 1895 р. Которого душа проситъ о молитву»
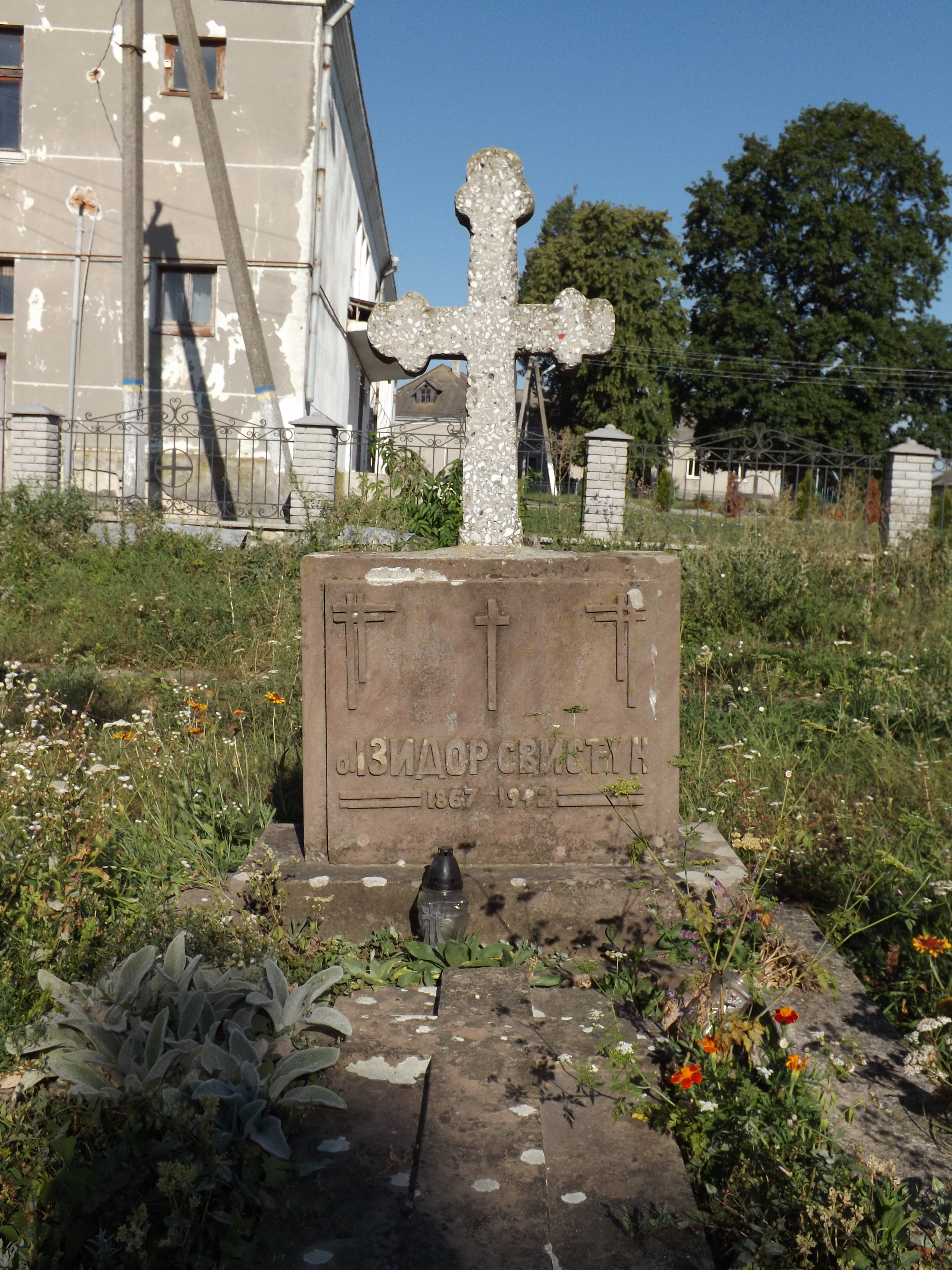
Могила о. Ісидора Свистуна
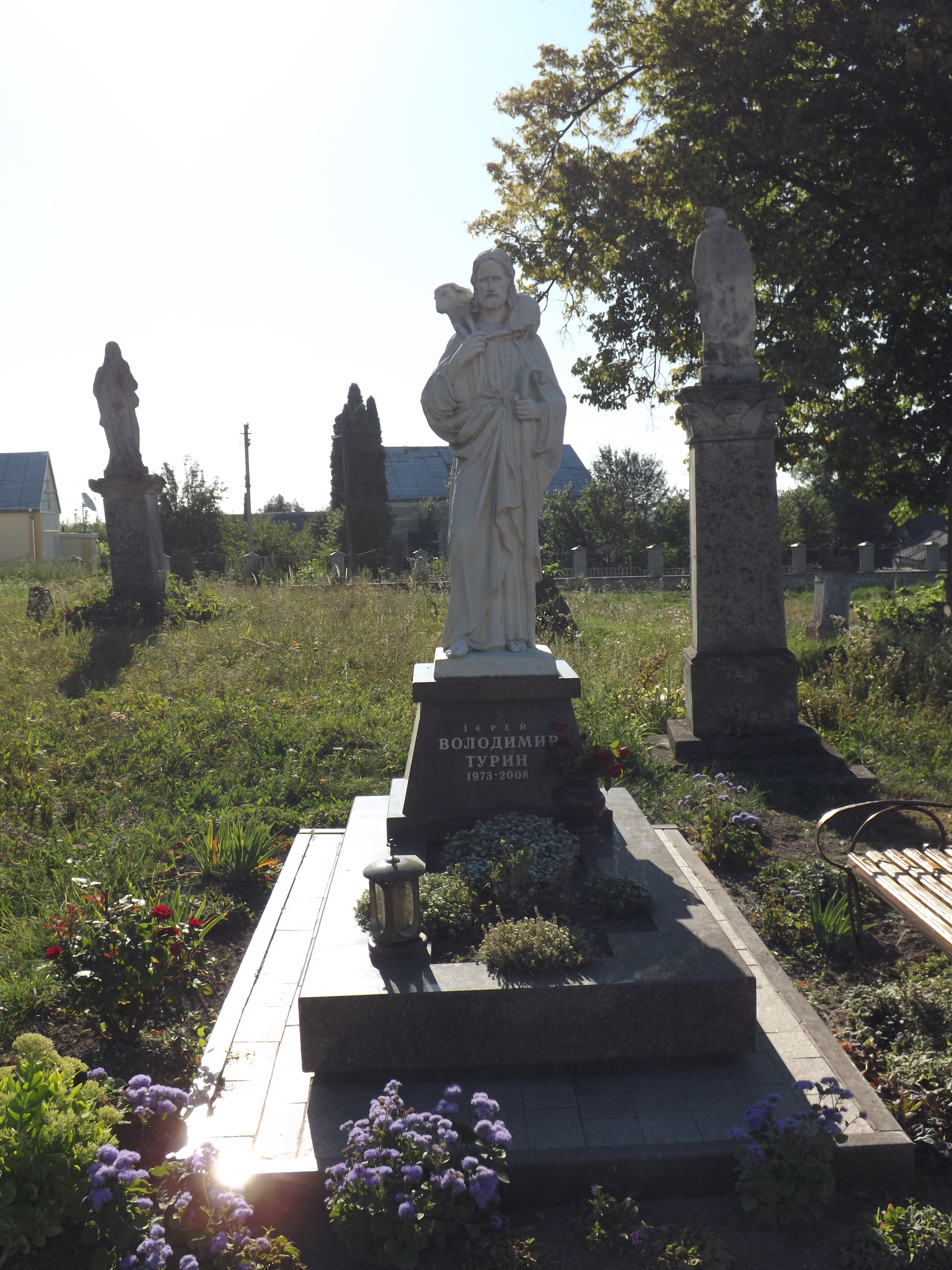
Могила о. Володимира Турина